# Сражение у Охаэваи

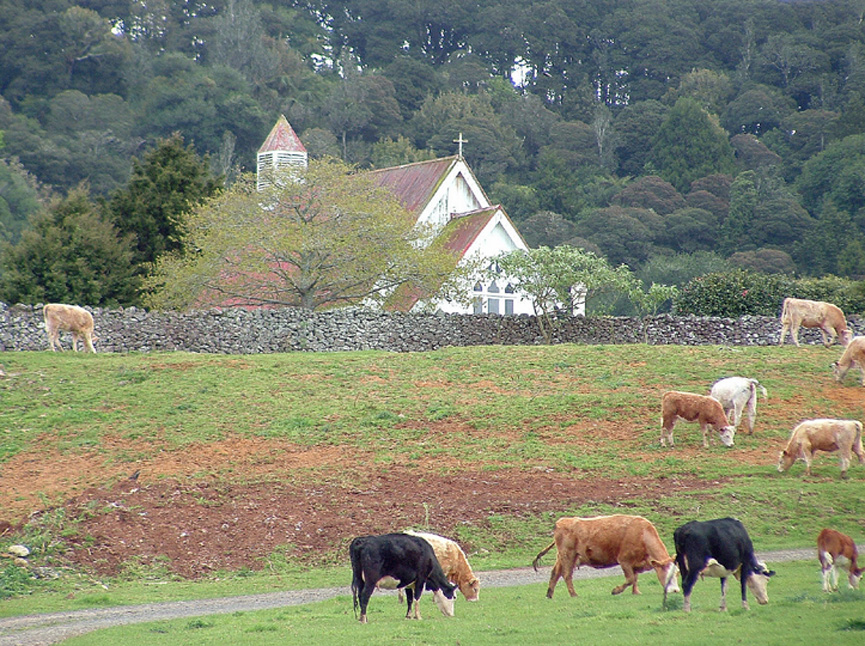
Место, где произошла битва.

Сражение у Охаэваи (англ. Battle of Ohaeawai) произошло между британскими войсками и местными маори в июле 1845 на Охаэваи в северной части Новой Зеландии. Бой был заметен тем, что впервые племена маори использовали тактику «Па» (тактика кольца).
Сражение произошло во время Войны за флагшток. Объединенные силы британских войск и их союзников напали на крепость маори в Охаеваи. После бессистемных британских бомбардировок, которые ни к чему не привели, полковник Деспард приказал вести фронтальное наступление. Четверть его сил было убито или ранено. Маори, которые сражались в качестве наёмников за англичан, быстро перешли на чужую сторону.
Однако массированные бомбардировки села продолжились, и через несколько дней было заключено перемирие. Меньшая часть маори сдалась, большая часть было убито.